# موش‌صاریغ ابروپرپشت
موش‌صاریغ ابروپرپشت (نام علمی: Marmosa andersoni) نام یک گونه از سرده موش‌صاریغ‌ها است.